# Вурвуру
Вурвуру (греч. Βουρβουρού) — деревня в Греции, расположенная на халкидском полуострове Ситонии. Расположена на побережье бухты Вурвуру (Месопанайя) залива Айон-Орос, к югу от острова Дьяпорос, в 10 километрах от деревни Айос-Николаос и в 120 километрах от Салоник. Входит в общину Ситония в периферийной единице Халкидики в периферии Центральная Македония. Относится к сообществу Айос-Николаос. Население 100 человек по переписи 2011 года.

## История
На этих землях, примерно в X веке существовал маленький монастырь Иеромнимон (Μονή των Ιερομνήμων), впоследствии ставший подворьем афонского монастыря Ксенофонт.
В 1960-х годах был построен городок преподавателей Университета Аристотеля в Салониках.
19 марта 1963 года была создана деревня Вурвуру.

## Население
| Год  | Население, человек |
| ---- | ------------------ |
| 1991 | 29                 |
| 2001 | 68                 |
| 2011 | ↗ 100              |

## Галерея

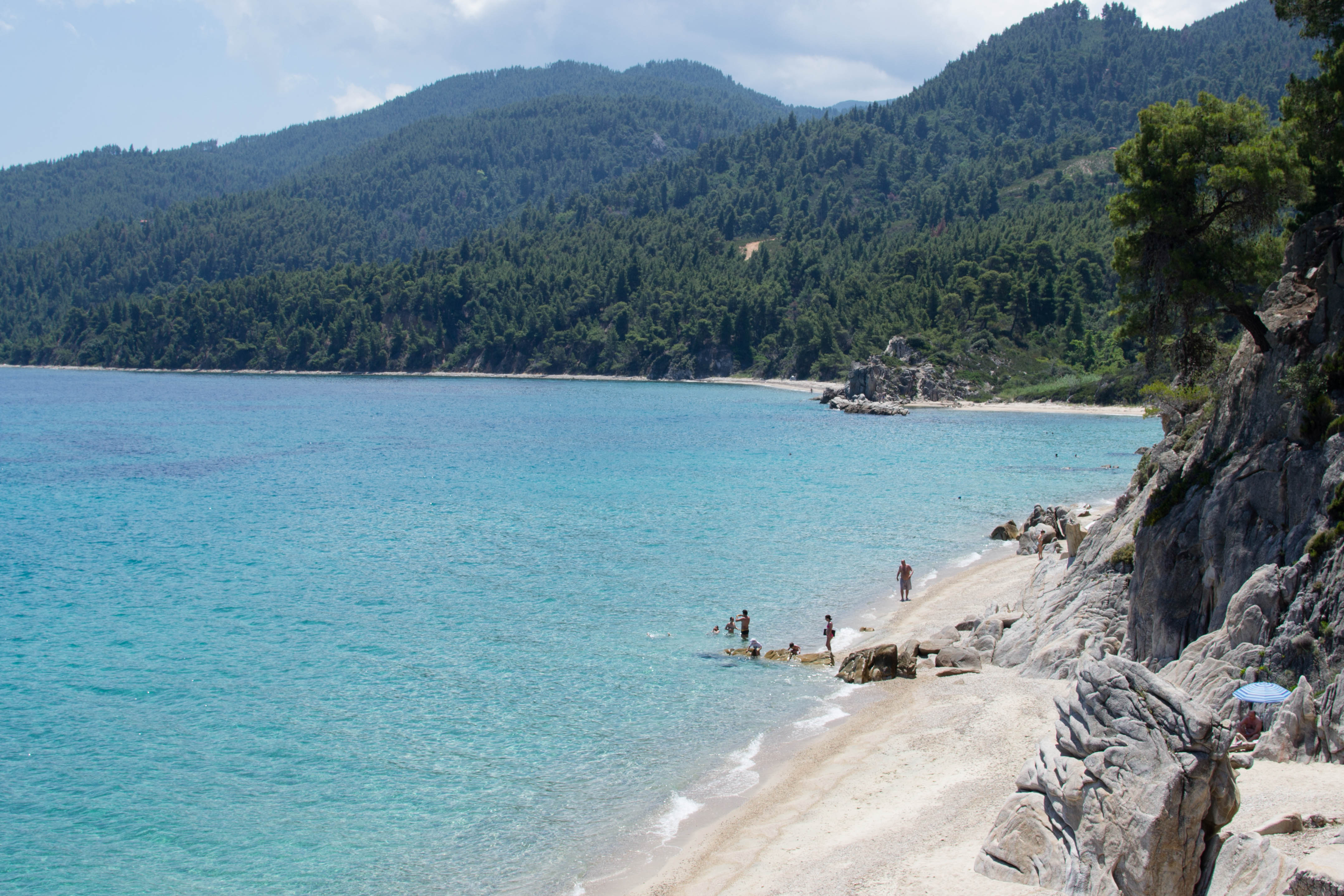
Пляж в километре от Вурвуру
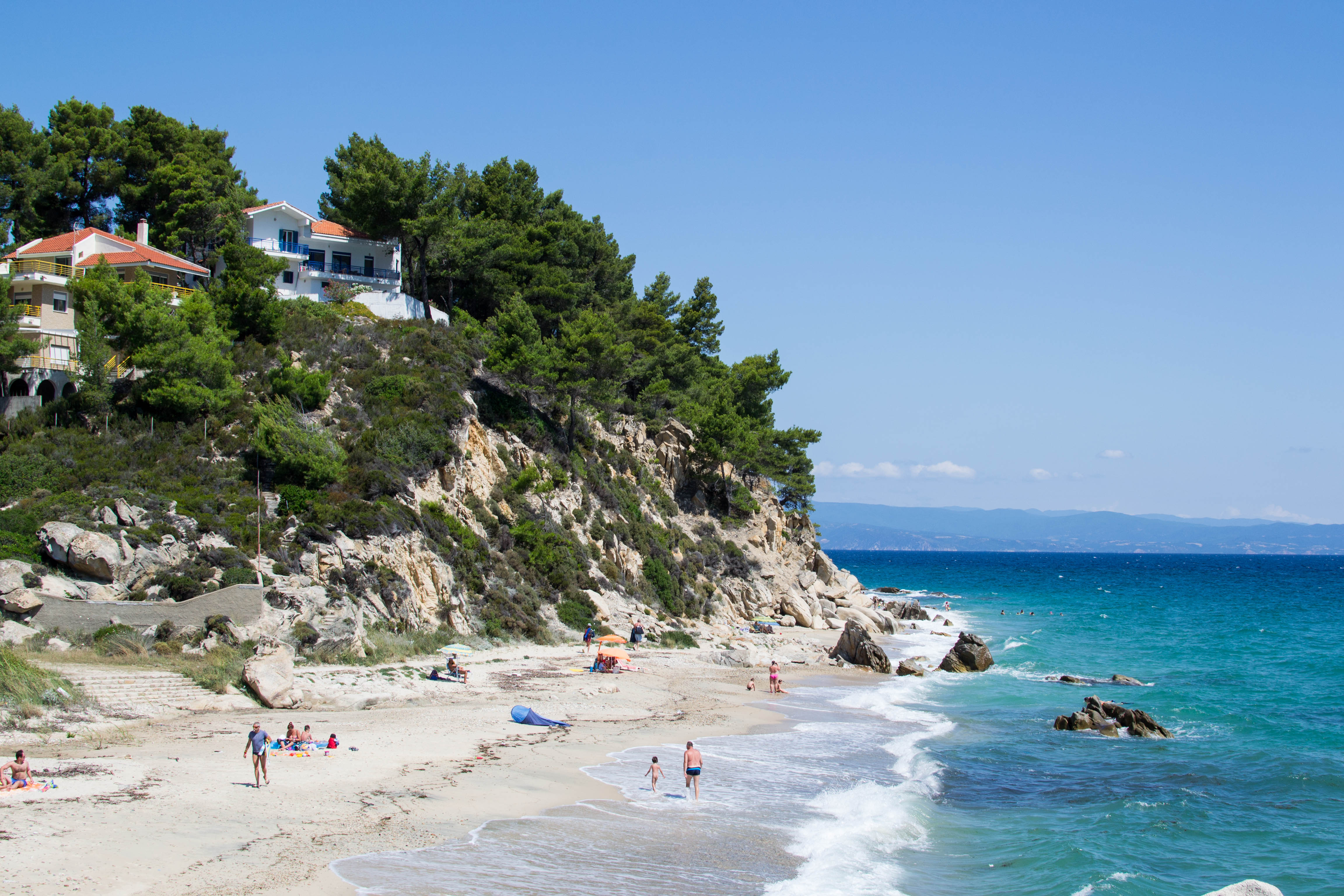
Пляж в ветреную погоду